# مارسل دسایی
مارسل دسایی (به فرانسوی: Marcel Desailly) (زادهٔ ۷ سپتامبر ۱۹۶۸) بازیکن پیشین تیم ملی فرانسه است که در کشور غنا به دنیا آمده‌است. وی ۱۱۶ بار برای تیم ملی فرانسه به میدان رفت و ۳ گل به ثمر رساند. وی در سال‌های پایانی فوتبال خود مدتی در الغرافه و القطر توپ می‌زد.
دسایی به همراه تیم ملی فرانسه در ۲ جام جهانی حضور داشت و در جام جهانی فوتبال ۱۹۹۸ به قهرمانی رسید. همچنین ۲ سال بعد به قهرمانی جام ملت‌های اروپا ۲۰۰۰ نیز رسید.
دسایی سال‌ها در فوتبال سطح اول اروپا بازی کرد و بهمراه میلان و المپیک مارسی قهرمان جام باشگاه‌های اروپا شد. وی به همراه دیدیه دشان، تنها قهرمانی یک تیم فرانسوی را به دست آوردند.